# بیتز
بیتز (به ترکی استانبولی: Bitez) شهری است در کشور ترکیه که در استان موغله واقع شده‌است. جمعیت این شهر بر اساس سرشماری سال ۲۰۰۸ میلادی ۶٬۳۱۷ نفر و بر اساس برآوردهای سال ۲۰۰۹ میلادی ۷٬۴۱۷ نفر می‌باشد.